# شیش(سرویس اطلاعات دولتی آلبانی)
شیش یاسرویس اطلاعات دولتی (به آلبانیایی: Shërbimi Informativ I Shtetit) که معمولاً با نام اختصاری SHISH شناخته می‌شود، آژانس اطلاعاتی اصلی آلبانی است. قبل از آن SHIK (شیک) خوانده می‌شد.
شیش به نخست‌وزیر آلبانی وابسته است. فعالیتهایش توسط پارلمان آلبانی، نخست‌وزیر، دادستان کل و حسابرسی عالی دولتی نظارت می‌شود. این سازمان موظف است به نخست‌وزیر و رئیس‌جمهوری آلبانی بایت فعالیت‌هایش توضیح دهد. همچنین برای انجام وظایف محول شده توسط قانون به منظور تأمین امنیت ملی با سایر نهادهای دولتی همکاری و تبادل اطلاعات می‌کند.
وظیفه شیش جمع‌آوری اطلاعات است مربوط به تهدیدات و خطرات امنیت ملی، تهدیدات مربوط به حفظ یکپارچگی، استقلال و نظم قانون اساسی؛ تروریسم؛ تولید و قاچاق مواد مخدر؛ تولید سلاح‌های آسیب جمعی؛ جرایم علیه محیط زیست و جرایم سازمان یافته‌ای است که موجب تضعیف امنیت ملی است.

## تاریخچه
شیش در سال ۱۹۱۲ به دستور زوگ اول و در زمان نخست‌وزیری او تأسیس شد.